# Promontori d'Hèrcules
Promontori d'Hèrcules (en llatí Herculis promontorium, en grec antic τὸ Ἡράκλειον) va ser un promontori del Brútium que Estrabó diu que era l'extrem sud de la regió i, per tant, de la península d'Itàlia.
Correspon a l'actual Capo Spartivento, i és en realitat la part sud-est de la península que té al sud-oest el Capo dell'Armi, antic cap de Leucopetra, que era el cap més comunament considerat com l'extrem sud d'Itàlia.